# Chronicon de rebus in Apulia gestis
Il Chronicon de rebus in Apulia gestis è una cronaca medievale in latino, opera del notaio pugliese Domenico da Gravina, vissuto nel corso del XIV secolo.
La cronaca, pervenuta acefala e senza conclusione, narra avvenimenti accaduti a Napoli e in Puglia tra il 1333 e il 1350.
La prima parte dell'opera, scritta nel giugno-luglio 1349 a Bitonto (dove Domenico si era ritirato esule insieme con la famiglia), è incentrata sul matrimonio tra Andrea d'Ungheria e Giovanna I di Napoli, erede di re Roberto d'Angiò, e sulla rovina sul Regno di Napoli che derivò da questo matrimonio.
La seconda parte, invece, scritta alla fine del 1350 o all'inizio del 1351, è dedicata soprattutto alla situazione pugliese e alla ricostruzione delle vicende locali in cui lo stesso Domenico, uno dei maggiori sostenitori della fazione filo-ungherese, assunse una posizione di rilievo.

## Edizioni
- Ludovico Antonio Muratore (a cura di), Dominici de Gravina Chronicon de Rebus in Apulia Gestis (con traduzione italiana a fronte) (PDF), Napoli, Ernesto Anfossi Editore, 1890.
- Dominici de Gravina Notarii, Chronicon de rebus in Apulia gestis,  a cura di A. Sorbelli, RIS, XII, 3, Città di Castello 1903
- Chronicon de Rebus in Apulia Gestis di Notar Domenico da Gravina, a cura di Maria Giovanna Montrone, Editore Giuseppe Barile, 2008
- Chronicon, edizione critica, traduzione e commento a cura di Fulvio Delle Donne. Con la collaborazione di Victor Rivera Magos, Francesco Violante e Marino Zabbia, Firenze, Edizioni del Galluzzo, 2023 (Edizione Nazionale dei Testi Mediolatini d'Italia, 65. Serie II, 32); ISBN 9788892902176